# Üble Nachrede (Deutschland)
Die üble Nachrede nach § 186 Strafgesetzbuch (StGB) ist ein Ehrdelikt, bei dem im Gegensatz zu einer Beleidigung (§ 185 StGB) das Behaupten und Verbreiten ehrenrühriger (vermeintlicher) Tatsachen gegenüber Dritten unter Strafe steht.
Für die Strafbarkeit wegen übler Nachrede ist entscheidend, dass die Tatsache selbst nicht erweislich wahr ist, d. h. kein Wahrheitsbeweis vorliegt. Ist die Tatsachenbehauptung hingegen erweislich unwahr und weiß der Täter um deren Unwahrheit, so handelt es sich nicht um eine üble Nachrede, sondern um eine Verleumdung nach § 187 StGB. Die Verleumdung ist rechtsdogmatisch eine Qualifikation zur üblen Nachrede.

## Normtext
Der Straftatbestand der üblen Nachrede ist in § 186 StGB normiert, welcher seit seiner letzten Veränderung zum 3. April 2021 wie folgt lautet:
 Durch die Änderung zum 3. April 2021 wurden die Worte „in einer Versammlung“ eingefügt.

## Aussage zu einer Tatsache
Die üble Nachrede bezieht sich nur auf Aussagen über Tatsachen Lebender gegenüber Dritten. Wird stattdessen ein Werturteil geäußert oder eine Tatsachenbehauptung gegenüber dem (lebenden) Betroffenen erhoben, kommt nicht üble Nachrede oder Verleumdung, sondern stattdessen Beleidigung in Frage.
Eine Äußerung zu einer Tatsache liegt vor, wenn der Wahrheitsgehalt der Äußerung objektiv geklärt werden kann, wenn also ein Beweis möglich ist. Hierzu zählen nicht nur sogenannte äußere, sondern auch innere Tatsachen (beispielsweise die Absicht, eine Straftat zu begehen), sofern sie auf wahrnehmbaren Geschehnissen beruhen.
Nach herrschender Meinung sind nur gegenwärtige oder vergangene Geschehnisse Tatsachen. Prognosen können allerdings auch nach herrschender Meinung insofern erfasst sein, als mit ihnen auch zugrundeliegende gegenwärtige Geschehnisse behauptet werden. Nach einer anderen Ansicht sind auch zukünftige Geschehnisse Tatsachen.

## Tathandlungen
Die Vorschrift enthält zwei Tathandlungsvarianten, nämlich das „Behaupten“ und das „Verbreiten“.
Das Behaupten einer Tatsache im Sinne der Vorschrift liegt vor, wenn der Täter die Tatsache als nach eigener Überzeugung wahr hinstellt. Sofern die eigene Überzeugung erkennbar bleibt, ist nach herrschender Meinung unerheblich, ob sich der Täter dabei auf fremde Informationsquellen beruft.
Ein Verbreiten im Sinne des § 186 StGB ist hingegen gegeben, wenn der Täter eine Tatsache als Gegenstand fremden Wissens weitergibt, ohne dass er sich die Tatsachenbehauptung zu eigen macht. Hierunter fällt insbesondere das Verbreiten ehrenrühriger „Gerüchte“.
Beide Tathandlungsvarianten müssen einen Drittbezug aufweisen, das heißt, sie müssen gemäß dem Wortlaut der Vorschrift „in Beziehung auf einen anderen“ geäußert werden. Damit ist gemeint, dass der Straftatbestand der üblen Nachrede nur dann erfüllt ist, wenn die Behauptung dritten Personen gegenüber geäußert worden ist. Wird dagegen die Behauptung direkt und lediglich gegenüber der dadurch ehrverletzten Person geäußert, kommt alleine die Beleidigung nach § 185 StGB in Betracht.

## Geeignet verächtlich zu machen usw.
Die Aussage (Tatsache) muss nach dem Wortlaut der Norm geeignet sein, die Person verächtlich zu machen oder in der öffentlichen Meinung herabzuwürdigen.
Verächtlich gemacht ist eine Person, wenn sie nach der Darstellung ihren sittlichen Pflichten nicht genüge tut. Herabgewürdigt ist eine Person, wenn deren Ruf geschmälert wird. Diese beiden Alternativen sind meist nicht sinnvoll voneinander abzugrenzen, noch ist dies erforderlich.
Nach der herrschenden Meinung ist nur erforderlich, dass die Behauptung dazu geeignet sei und dass der Empfänger sie zur Kenntnis nehme, nicht jedoch, dass der Empfänger die Ehrenrührigkeit der Behauptung auch verstehe; üble Nachrede sei ein abstraktes Gefährdungsdelikt. Nach einer anderen Ansicht ist der Tatbestand noch nicht erfüllt, wenn der Empfänger der Behauptung keinen Glauben schenke oder gar deren Unwahrheit erkenne; es liege dann ein strafloser Versuch vor.

## Wahrheitsbeweis
Die Nichterweislichkeit der Wahrheit der Tatsache ist nach herrschender Meinung kein objektives Tatbestandsmerkmal, sondern eine objektive Bedingung der Strafbarkeit. Dies bedeutet, dass Vorsatz und Fahrlässigkeit (subjektiver Tatbestand) sich nicht auf die „Nichterweislichkeit der Tatsache“ zu erstrecken brauchen. Ein Täter kann folglich auch dann bestraft werden, wenn er selbst an die Wahrheit und Beweisbarkeit seiner Aussage glaubt. Denn der Wahrheitsbeweis spielt in vielen Ehrenschutzverfahren eine erhebliche Rolle; er ist schrankenlos zugelassen.
Das Gericht muss sich daher bemühen, die Wahrheit oder Unwahrheit der Tatsache aufzuklären. Gelingt das nicht, so geht dies zu Lasten des Täters und die Tat ist strafbar, denn die Tatsache bleibt nicht erweislich wahr, wenn ihre Unwahrheit vor Gericht erwiesen ist oder der Wahrheitsbeweis dort missglückt. Gleichwohl stellt dies keine Ausnahme vom Grundsatz in dubio pro reo (im Zweifel für den Angeklagten) dar, denn dieser bezieht sich nur auf Zweifel am Vorliegen der Tatbestandsmerkmale.
Die Beweisregel des § 186 StGB wird über § 823 Abs. 2 BGB ins zivilrechtliche Deliktsrecht transformiert und begründet dort für Schadensersatz- und Unterlassungsansprüche eine Beweislastumkehr zu Lasten des Beklagten. Das gilt jedoch nicht für Widerrufsansprüche oder wenn der Beklagte sich auf die Wahrnehmung berechtigter Interessen (§ 193 StGB) berufen kann (hinreichend sorgfältige Recherchen vorausgesetzt). Für Unterlassungsansprüche ist im Falle mehrdeutiger Äußerungen allerdings auch bei Wahrnehmung an sich berechtigter Interessen zu Gunsten des Klägers zu berücksichtigen, dass der Äußernde die Möglichkeit hat, sich in Zukunft eindeutig auszudrücken.

## Konsequenzen der Behauptung oder Verbreitung
Ist der Straftatbestand rechtswidrig und schuldhaft verwirklicht worden, so wird der Täter grundsätzlich mit Freiheitsstrafe bis zu einem Jahr oder mit Geldstrafe bestraft.
Der Strafrahmen erhöht sich jedoch in den Fällen, in denen die Tat öffentlich, in einer Versammlung oder durch Verbreiten eines Inhaltes begangen wurde. Ist der Sachverhalt so gelagert, wird der Täter mit einer Freiheitsstrafe bis zu zwei Jahren oder mit Geldstrafe bestraft.
Zu beachten ist, dass im Einzelfall die Tat nach § 193 StGB – Wahrnehmung berechtigter Interessen – gerechtfertigt sein kann, etwa wenn die Behauptung guten Glaubens im Rahmen eines Prozesses oder einer Strafanzeige aufgestellt wurde. Die Meinungsfreiheit kann nach der Rechtsprechung des Bundesverfassungsgerichts allerdings keine Wahrnehmung berechtigter Interessen begründen, wenn es sich um bewusst oder erwiesenermaßen unwahre Tatsachenbehauptungen handelt.
Üble Nachrede und Beleidigung werden von der Staatsanwaltschaft nur im Falle eines öffentlichen Interesses verfolgt; dafür muss in der Regel der Rechtsfrieden über die Person des Beleidigten hinaus gestört sein oder ein besonders schwerer Fall vorliegen. Ansonsten wird das Verfahren eingestellt und der Verletzte auf die Möglichkeit der Privatklage (§§ 374 ff. StPO) verwiesen.

## Verwandte Vorschriften
Abzugrenzen ist die üble Nachrede insbesondere von der Verleumdung (§ 187 StGB), die das Behaupten oder Verbreiten unwahrer ehrverletzender Tatsachen wider besseres Wissen unter Strafe stellt. Eine Verurteilung wegen Verleumdung kann daher trotz Beweises der Unwahrheit der Tatsachenbehauptung oder -verbreitung schon daran scheitern, dass der Täter nicht positiv um die Unwahrheit wusste. In diesen Fällen ist noch immer die üble Nachrede einschlägig, auch bei bedingtem Vorsatz.
Wird eine ehrverletzende Tatsachenbehauptung lediglich gegenüber dem Betroffenen geäußert, liegt eine Beleidigung nach § 185 StGB vor.
Weiterhin ist die üble Nachrede mit dem Straftatbestand der Verunglimpfung des Andenkens Verstorbener (§ 189 StGB) verwandt, der ehrverletzende Äußerungen im Sinne der §§ 185, 186, 187 StGB unter Strafe stellt, die über einen Verstorbenen getätigt werden. § 189 StGB soll allerdings nicht die persönliche Ehre, sondern nach herrschender Meinung primär das Pietätsempfinden der Angehörigen schützen.